# La morte sospesa (romanzo)
La morte sospesa (Touching the Void) è un libro dell'alpinista britannico Joe Simpson, pubblicato a Londra per la prima volta nel 1988. L'opera racconta fatti realmente accaduti: l'impresa disastrosa, per poco non fatale, di scalare e ridiscendere la Siula Grande, compiuta dagli alpinisti Joe Simpson e Simon Yates. Dal libro è stato tratto il film La morte sospesa del 2003.

## Trama
La narrazione inizia nell'anno 1985, quando i due protagonisti, Joe Simpson e Simon Yates, entrambi alpinisti britannici, riescono a raggiungere la cima del Siula Grande, che spicca nelle Ande peruviane grazie alla sua altezza di 6.344 metri.
Durante la discesa accade l'eventualità inattesa: Simpson e Yates si trovano a dover affrontare una situazione esistenzialmente tragica ed estenuante. Simpson precipita e si frattura una gamba. E Yates, dopo aver tentato il possibile per salvarlo, si vede costretto a tagliare la fune alla quale si trovava appeso sopra il vuoto l'amico, per salvare almeno se stesso.
Le condizioni di tempo estremo, la disperazione e la spossatezza per poco non impediscono anche a Yates di tornare salvo al campo base, e durante la discesa è divorato dal rimorso per l'abbandono del compagno. Solo alcuni giorni dopo Joe riesce a ritornare al campo base e quando Simon lo vede non riesce a credere ai suoi occhi .
Il libro punta i riflettori sul trauma che colpisce Yates, costretto a tagliare la corda e ad abbandonare l'amico a un destino che ritiene di essere la morte certa e sullo sforzo immenso di salvarsi nella discesa. Vengono descritte anche le reazioni psicologiche di Simpson stesso che, caduto nel vuoto, miracolosamente sopravvive alla caduta e con sforzo analogo a quello di Yates si salva e consola l'amico, dicendogli che anche lui avrebbe agito alla stessa maniera, se si fosse trovato nei suoi panni.